# Lagen om valfrihetssystem
Lagen om valfrihetssystem, LOV, är en svensk lag som stiftades 2008 och trädde i kraft den 1 januari 2009.
LOV innehåller regler om vårdval som tillämpas i de fall som kommuner och landsting väljer att konkurrensutsätta verksamhet inom hälsovård, omsorg och socialtjänst, och dessutom väljer att låta brukarna av tjänsterna välja utförare. Det är frivilligt för kommuner och landsting att införa ett sådant system.
Vid konkurrensutsättning är ett valfrihetssystem enligt LOV ett alternativ till upphandling enligt lagen om offentlig upphandling (LOU). Vid en upphandling enligt LOV är ersättningen för olika insatser bestämd i förväg, vilket innebär att utförarna konkurrerar med den kvalitet de kan erbjuda för en given ersättning.
LOV bygger i likhet med LOU på principer i EU-rätten i form av konkurrens, icke-diskriminering, öppenhet och proportionalitet.